# Робертс, Тайлер
Тайлер Робертс (англ. Tyler Roberts; 12 января 1999 года, Глостер, Англия) — валлийский футболист, нападающий клуба «Бирмингем Сити» и национальной сборной Уэльса.

## Клубная карьера
Тайлер стал игроком академии «Вест Бромвич Альбион» в семь лет и окончил её в 2015 году. В конце сезона 2014/2015, в поединке последнего тура против «Арсенала» попал в заявку основной команды, но на поле так и не появился. Играл за юношескую команду. 14 января 2016 года подписал с клубом свой первый профессиональный контракт сроком на 2,5 года.
15 мая 2016 года дебютировал в английской Премьер-лиге в поединке последнего тура против «Ливерпуля», выйдя на замену на 73-й минуте вместо Джонатана Леко. Стал вторым игроком в лиге 1999 года рождения после того же Леко.
В июне 2023 года подписал четырехлетний контракт с клубом Чемпионшипа «Бирмингем Сити».

## Карьера в сборной
Несмотря на то, что Тайлер является англичанином, у него есть валлийские корни и его активно призывают в юношеские сборные этой страны. Перед чемпионатом Европы 2016 года главный тренер сборной Уэльса Крис Коулман пригласил его на сбор принять участие в тренировках и почувствовать дух команды.